# يوزيف توث
يوزيف توث هو سياسي مجري، ولد في 21 فبراير 1953 في Tiszanána ‏ في المجر. نشط حزبياً في فيدس – الاتحاد المدني المجري. وقد انتخب عضو الجمعية الوطنية المجرية ‏ عن دائرة Individual Constituency Heves County No. 5 ‏ وقد انضم خلال فترته النيابية ‏ (14 مايو 2010 – 5 مايو 2014) للكتلة البرلمانية فيدس – الاتحاد المدني المجري.